# Tiberiu Cunia
Tiberiu Cunia (scris și Tiberius) (n. 1926 – d. 7 aprilie 2016) a fost un scriitor de origine aromână, cunoscut pentru că a adus o contribuție importantă în păstrarea și conservarea culturii aromâne.  De asemenea, a publicat unele lucrări importante în limba aromână, cum ar fi Dictsiunar a limbãljei armãneascã (Editura Cartea Aromãnã, 2010). 
A primit un premiu Von Humboldt.